# Leptostylus seabrai
Leptostylus seabrai är en skalbaggsart som beskrevs av Lane 1959. Leptostylus seabrai ingår i släktet Leptostylus och familjen långhorningar. Inga underarter finns listade i Catalogue of Life.